# 蘭格布魯克巴赫河

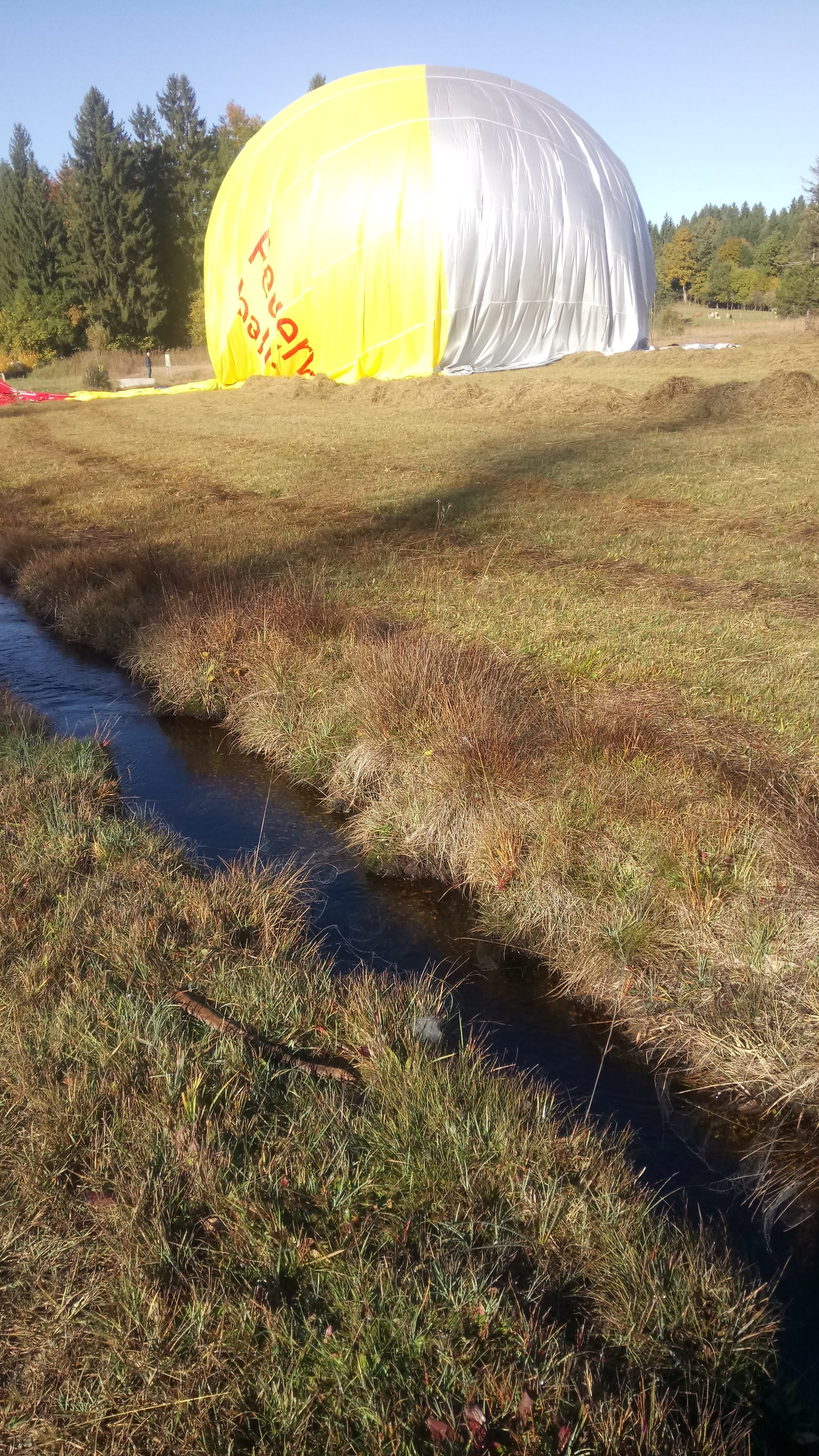

47°45′32″N 11°33′38″E / 47.75896°N 11.56050°E
蘭格布魯克巴赫河（德語：Langebruckbach），是德國的河流，位於該國東南部，由巴伐利亞負責管轄，屬於埃爾巴赫河的支流，河道全長4.4公里，流經巴特特爾茨-沃爾夫拉茨豪森縣。